# Couvent des Capucins (Blois)
Le couvent des Capucins de Blois était un monastère situé dans l'actuel quartier de la gare. Dissout à la Révolution française, il n'en reste plus rien aujourd'hui.

## Histoire
Des frères capucins s'installent, pour la première fois, à Blois, sous le règne du roi Henri III, vers 1580. Ils s'établissent alors en contrebas des jardins du château, au niveau de l'actuelle chocolaterie Poulain.
Chassés de Blois après l'assassinat du duc de Guise en 1588, les Capucins y reviennent à l'appel de l'archevêque de Lyon en 1596. Ils font alors bâtir une petite église, Sainte-Conception, qui est bénie le 8 mars 1611.
Pendant la Révolution française, la communauté est dissoute et son couvent est vendu comme bien national le 18 août 1792. Le bâtiment est alors transformé en prison pour les prêtres insermentés trop âgés pour être déportés. En 1795, il est reconverti en asile pour incurables. 
Dix ans plus tard, l'ancien couvent est racheté par la commune de Blois. À l'exception de son église, transformée en chapelle funéraire, ses bâtiments sont alors détruits et le terrain est transformé en cimetière à partir de 1806. Agrandie en 1838, la nécropole est finalement déménagée au niveau de l'actuel cimetière de Blois-ville en 1857. Les terrains de l'ancien couvent sont alors vendus par la ville de Blois. En 1893, l'église du couvent est démolie, faisant ainsi disparaître toute trace de la présence des Capucins dans le quartier.
Malgré ces événements, des frères capucins reviennent s'installer à Blois, au niveau de la basilique Notre-Dame-de-la-Trinité, au courant du XIXe siècle.